# AC 2-Litre
AC 2 Litre – luksusowy samochód produkowany przez AC w latach 1947–1956. Dostępny był jako dwu-, a od 1953 roku jako czterodrzwiowy sedan, w niewielkiej liczbie gzemplarzy także jako drophead coupé oraz „Buckland” tourer.
Do napędu posłużył sześciocylindrowy silnik rzędowy zasilany przy pomocy trzech gaźników, co pozwalało na osiągnięcie mocy 74 bhp (55,2 kW). Moc została podniesiona w 1951 roku do 85 bhp (63,4 kW).
Nadwozie wykonane zostało z aluminiowych płyt przytwierdzonych do drewnianej ramy, całość zamontowana była na konwencjonalnym stalowym podwoziu. W samochodzie wykorzystane sztywne osie oraz resory piórowe i hydrauliczne amortyzatory. Do 1951 w samochodzie montowano hybrydowy system hamulcowy – na osi przedniej sterowany był on hydraulicznie, zaś z tyłu poprzez cięgno. Przez dziesięć lat produkcji samochód doczekał się nieznacznych zmian, w 1951 roku zwiększono nieco średnicę opon.
Brytyjski magazyn motoryzacyjny The Motor przetestował w 1948 roku dwudrzwiową wersję saloon samochodu. Zmierzona maksymalna prędkość wyniosła 130 km/h, przyspieszenie 0-100 zajęło pojazdowi 19,9 s. Średnie zużycie paliwa na 100 km zmierzone podczas testów wyniosło 12 litrów. Testowany egzemplarzy kosztował 1277 funtów szterlingów.